# Orlando Ramón Giménez Álvarez
Orlando Ramón Giménez Álvarez (Trinidad, 24 de gener de 1952) és un exfutbolista paraguaià de les dècades de 1970 i 1980.

## Trajectòria
Era conegut amb el sobrenom del Negro Giménez. Va jugar a diversos clubs del seu país natal, Club Libertad, Club Cerro Porteño i Sportivo Luqueño. El 1976 arribà a Espanya per fitxar pel Racing de Santander, on disputà tres temporades brillants amb 79 partits disputats a la primera divisió. El València CF es fixà en ell i el fitxà el 1979. No tingué molts minuts al club, però durant la seva estada guanyà una Recopa d'Europa la temporada 1979-80 i una Supercopa d'Europa la 1980-81. Al començament de la temporada 1981-82 fou fitxat pel RCD Espanyol, club on romangué durant cinc temporades a un nivell elevat. En total disputà 142 partits de lliga i marcà 43 gols. Les lesions a la part final de la trajectòria propiciaren que deixés el club. Jugà mitja temporada al CE Sabadell l'any 1986 i acabà la seva carrera a la UA Horta. Com a anècdota es pot esmentar que fou l'autor del gol de la victòria del partit Espanyol 1 - Barcelona 0, disputat a Sarrià, el qual fou el primer partit retransmès per Televisió de Catalunya.